# Manco Inca Yupanqui
Manco Inca Yupanqui, poznat i kao Manco Capac II. (Cuzco, 1515. – Vilcabamba, 1544.), marionetski kralj Inka (Sapa Inka) (1533. – 1536.) te osnivač i neovisni sapa Inka Novog Carstva Inka (1536. – 1544.).
Bio je jedan od sinova kralja Huayne Capaca. Nakon smrti brata, marionetskog kralja Túpaca Huallpe koji je umro 1533. godine od zaraze boginjama, Španjolci pod vodstvom Francisca Pizarra izabrali su Manca Yupanquija za novoga vladara. Unatoč tome, Pizarrova braća su ga zarobila i pokušavala prisiliti da im otkrije lokaciju blaga Inka.
Godine 1536. uspio se osloboditi iz zatočeništva te je uz pomoć visokog svećenika Sunca Willaca Ume podigao vojsku od 75.000 ratnika kako bi oslobodio Cuzco i razorio Limu, koju je u međuvremenu osnovao Francisco Pizarro. Ustanak bi vjerojatno u potpunosti uspio da pokorena plemena nisu odbila podržati ustanak Inka, jer se nisu htjeli vratiti pod njihovu vlast. Opsada Cuzca trajala je šest mjeseci, no nedostatak hrane natjerao je naposljetku Manca Yupanquija da odustane od daljnje opsade.
Poslije odmetnuća Manca Yupanquija, konkvistadori su postavili njegova mlađeg polubrata Paullu Inca za novog marionetskog sapa Inku u Cuzcu. U međuvremenu je Manco Yupaqui odbio sve napade Španjolaca i povukao se iz utvrde Ollantaytambo u udaljeno prašumsko područje Vilcabambe gdje je osnovao Kasno Carstvo koje je trajalo sve do 1572. godine.
Tijekom pobune protiv španjolske kolonijalne vlasti, Španjolci su 1539. godine zarobili i okrutno smaknuli Mancovu suprugu Curu Occlo, da bi Almagrove pristaše koje su našle utočište u Vilcabambi, 1544. godine ubile Manca.